# Argyrodiaptomus robertsonae
Argyrodiaptomus robertsonae is een eenoogkreeftjessoort uit de familie van de Diaptomidae. De wetenschappelijke naam van de soort is voor het eerst geldig gepubliceerd in 1985 door Dussart.